# Realisme (filosofie)
Realisme (van het Latijn res, ding, werkelijkheid) is de filosofie dat er een werkelijkheid onafhankelijk van het menselijk bewustzijn bestaat. Die werkelijkheid wordt dan ook als een voorwaarde beschouwd voor de kennis en het denken. De term realisme is in de loop der tijden filosofisch op verschillende manieren geïnterpreteerd. De twee belangrijkste stromingen zijn de middeleeuwse interpretatie waarin realisme in de eerste plaats wordt gezien als tegenhanger van het nominalisme. De moderne wijsbegeerte plaatst het tegenover het idealisme.
De term realisme zonder verdere specificatie doelt over het algemeen op:
1. Een standpunt in het met name in de oudheid en de middeleeuwen gevoerde debat over universalia, namelijk dat deze daadwerkelijk bestaan.
2. Een positie binnen de twintigste-eeuwse wetenschapsfilosofie, die stelt dat de beste wetenschappelijke theorieën waar zijn, ook voor zover ze over niet-observeerbare entiteiten gaan.
3. Het standpunt dat er – tegenover het idealisme – een van de geest onafhankelijke wereld bestaat.
4. De opvatting dat er – in de combinatie moreel realisme – ware morele uitspraken zijn.

## Realisme met betrekking tot universalia
Het debat over universalia speelde al een rol in de klassieke oudheid, waar het een belangrijk verschil tussen de filosofie van Plato en die van Aristoteles blootlegt. Het debat draait om de vraag of universele concepten als rood, paard en dapperheid een bestaan hebben onafhankelijk van de rode dingen, de paarden en de dappere daden in de wereld. Bij Plato is dit wel het geval: als Ideeën in de zogenaamde Ideeënwereld zijn zij zelfs reëler dan de materiële objecten, die slechts zwakke afspiegelingen zijn van de Ideale werkelijkheid. Aristoteles accepteerde het bestaan van deze bovenzintuiglijke werkelijkheid niet, en verbond daarentegen de vorm van dingen direct aan de materie ervan.
Het middeleeuwse debat over universalia was een vervolg op dit klassieke debat. In dit debat kunnen grofweg drie posities worden onderscheiden: realisme, conceptualisme en nominalisme.
De realisten accepteerden het werkelijk bestaan van universele concepten in (Aristoteles) (dit is een gematigd realisme)) of voorafgaand aan (liggend in een soort van ideeënwereld, Plato) de dingen (dit is een absoluut realisme).
De nominalisten accepteren slechts het bestaan van woorden die op meerdere dingen van toepassing zijn. In werkelijkheid waren de distincties tussen denkers echter veel subtieler; zo accepteert vrijwel elke middeleeuwse denker het bestaan van universele ideeën in de geest van God. Een nominalist zou zeggen: Het werkelijke is individueel, begrippen zijn universeel. Het universele is echter eigenlijk maar een flatus vocis (een gearticuleerde luchtstoot).
De conceptualisten accepteerden het bestaan van universele concepten wel, maar deze bevonden zich dan slechts in de geest (van het subject), met een fundamentum in re, een fundament in het object. Het conceptualisme is eigenlijk meer een verfijning van het nominalisme dan een afzetting ertegen. Begrippen zijn nu geen constructies (van het subject) meer, maar natuurlijke tekens die vanuit de objecten zelf komen, aldus Willem van Ockham.
Bekende realisten: Plato, matig realistisch: Aristoteles, Thomas van Aquino
Bekende nominalisten: Willem van Ockham, Roscellinus van Compiègne.
Bovengenoemde theorieën werden later in een ander a priori licht gesteld door Kant. Door zijn scheiding van het verstandelijke en het zintuiglijke (Zie ook: Rationalisme, Empirisme) en zijn Ding an sich werd het onmogelijk om nog iets te kennen van de werkelijkheid. De discussie over realisme, nominalisme en conceptualisme werd daardoor bij zijn wortels uitgerukt en vanaf Kant onzinnig.

## Wetenschappelijk realisme
Al vanaf de negentiende, maar vooral in de tweede helft van twintigste eeuw, was een van de belangrijkste debatten in de wetenschapsfilosofie dat tussen realisten en antirealisten, het realismedebat. Waar de eersten beweren dat wetenschap over de werkelijkheid gaat, wetenschappelijke theorieën de werkelijkheid beschrijven, en de wetenschapper er naar streeft om ware uitspraken te doen, ontkennen de antirealisten één of meer van deze claims. Zoals gebruikelijk bij een langdurig filosofisch debat valt er een groot aantal posities te onderscheiden, en zijn er allerlei argumenten voor en tegen realisme ontwikkeld.

### Realistische standpunten

#### Algemene karakterisatie
Over de precieze definitie van wetenschappelijk realisme bestaan geen consensus. Volgens de Griekse wetenschapsfilosoof Stathis Psillos is iemand een wetenschappelijk realist wanneer hij de volgende drie claims aanhangt:
- Metafysisch realisme: er bestaat een externe, van de geest en waarneming onafhankelijke wereld.
- Semantisch realisme: de termen in wetenschappelijke theorieën verwijzen naar de werkelijkheid of zijn in ieder geval bedoeld om naar de werkelijkheid te verwijzen.
- Epistemisch realisme: het is mogelijk kennis te krijgen van de externe werkelijkheid.

De Nederlands-Canadese wetenschapsfilosoof Bas van Fraassen definieert wetenschappelijk realisme in zijn bekende boek The Scientific Image als het aanhangen van de volgende theses: 
- De wetenschap heeft tot doel om ons, in de wetenschappelijke theorieën, een letterlijk waar verhaal te vertellen over hoe de wereld is.
- Het accepteren van een wetenschappelijke theorie houdt het geloof in dat de theorie waar is.

In zijn overzichtsartikel over het realismedebat karakteriseert Richard Boyd het wetenschappelijk realisme als de combinatie van de volgende thesen:
- Succesvol wetenschappelijk onderzoek leidt tot kennis van grotendeels theorie-onafhankelijke fenomenen.
- Wij bezitten dit soort kennis zelfs met betrekking tot niet-waarneembare entiteiten zoals atomen en genen.

De teneur is helder: wetenschappelijk realisten geloven dat de beste wetenschappelijke theorieën de werkelijkheid beschrijven zoals deze is en dat het gerechtvaardigd is om te geloven in de zaken die deze theorieën beschrijven, zelfs wanneer het gaat om dingen die niet observeerbaar zijn.
Naast deze algemene karakterisering zijn er echter ook vormen van wetenschappelijk realisme die een eigen naam hebben gekregen.

#### Entiteitenrealisme
Ian Hacking heeft een variant van wetenschappelijk realisme voorgesteld die hij entity realism noemt. Dit is een enigszins uitgeklede vorm van realisme, omdat er slechts wordt verondersteld dat het gerechtvaardigd is te geloven in die (al dan niet observeerbare) entiteiten die gemanipuleerd kunnen worden; terwijl entiteiten waarmee dat niet kan nog dubieus zijn, en de waarheid van wetenschappelijk theorieën helemaal niet geaffirmeerd wordt.
Als voorbeeld geeft Hacking elektronen. Voor deze theoretische deeltjes kunnen ondertussen allerlei dingen als elektronenmicroscopen gebouwd worden en atomen in een aangeslagen toestand worden gebracht zodat ze licht gaan geven. Daarom is het gerechtvaardigd in hun bestaan te geloven. Maar dat betekent volgens Hacking nog niet dat ook de huidige theorieën over elektronen tot in detail waar zijn: daar zouden nog best veel fouten in kunnen zitten.

#### Intern realisme
Het internal realism van de filosoof Hilary Putnam verschilt van het algemene realisme op een manier die in zekere zin het tegenovergestelde is van die van het entiteitenrealisme. Volgens intern-realisten zijn is het wel degelijk gerechtvaardigd om te geloven dat de wetenschappelijke theorieën waar zijn. Maar, voegen zij daaraan toe, dat komt niet overeen met de correspondentietheorie van waarheid. Deze theorie stelt kort gezegd dat uitspraken waar zijn als ze overeenstemmen met de werkelijkheid. Een theorie over elektronen zou dan waar zijn als het onder andere inderdaad het geval is dat er elektronen bestaan in de geest-onafhankelijke werkelijkheid.
De pragmatische theorie van waarheid, die Putnam verdedigd heeft, zegt dat een theorie over elektronen waar is wanneer deze theorie het beste in staat is om met de werkelijkheid om te gaan. Dit betekent dat niet gesteld hoeft te worden dat elektronen onafhankelijk van de menselijke geest bestaan. Dat wil zeggen, het is wel zo dat de wereld die beschreven wordt met een concept als elektronen causaal onafhankelijk is van de menselijke geest, maar dat of een concept als elektronen gebruikt wordt en niet een ander concept, dit van de geest en interesses afhangt. Een intern-realist gelooft wel in elektronen, maar niet in elektronen die onafhankelijk van de mogelijkheid tot theorievorming bestaan als elektronen.
Veel realisten zijn overigens van mening dat Putnams intern realisme in feite een vorm van antirealisme is.

#### Structuurrealisme
Het structural realism van John Worrall is ook een poging om de positie van het realisme te versterken door de reikwijdte van de claims van de antirealist te verzwakken. Volgens Worrall moeten bij elke theorie een onderscheid worden gemaakt tussen:
- de aard van de entiteiten die deze postuleert
- de structuur van de causale relaties die tussen die entiteiten bestaat

Een structuurrealist claimt alleen van het tweede dat de wetenschap hier de waarheid vindt, terwijl deze ten opzichte van het eerste agnost blijft.
Dit onderscheid zou Worrall bijvoorbeeld in staat stellen om onder voor het realisme lastige gevallen als de geschiedenis van theorieën van licht uit te komen. Licht werd eerst, door mensen als Christiaan Huygens, gezien als een golfverschijnsel in een medium dat de ether genoemd werd; daarna, onder invloed van Isaac Newton, als een stroom van deeltjes; vervolgens, met het succes van de theorie van Augustin Jean Fresnel weer als golven; na de verklaring van het foto-elektrisch effect door Albert Einstein werd het weer mogelijk om licht als deeltjes te zien; terwijl uiteindelijk de kwantummechanica leidde tot een beeld van licht als zowel golf als deeltje. Gegeven deze radicale veranderingen lijkt het lastig voor de realist om vol te houden dat al die succesvolle theorieën ongeveer juist waren.
Worrall kan dit volgens eigen zeggen wel, aangezien de gepostuleerde aard van het licht wel steeds radicaal veranderde bij deze wisselingen van theorie, maar de onderliggende wiskundige beschrijving van de causale structuur steeds in grote lijnen behouden bleef. Aangezien de structuur-realist alleen ten opzichte van dit laatste realist is, zou hij hier dus geen probleem hebben.

### Antirealistische standpunten
Antirealisten verwerpen realisme en als zodanig bergt dus elke definitie van realisme in feite al een definitie van antirealisme in zich. Niettemin is het zinvol enkele specifieke antirealistische posities te onderscheiden die een rol hebben gespeeld in het moderne debat.

#### Instrumentalisme
Instrumentalisten menen dat wetenschappelijke theorieën gezien moeten worden als instrumenten voor het doen van voorspellingen en het ontwerpen van techniek, niet als pogingen om de waarheid over de wereld te weten te komen. Soms gaat instrumentalisme gepaard met de stelling dat wetenschappelijke theorieën in het geheel geen waarheidswaarde hebben. Of: instrumentalisme gaat gepaard met een sceptische houding ten opzichte van de mogelijkheid er ooit achter te komen of een theorie waar is.

#### Logisch-positivistische kritiek
Het antirealisme van de logisch-positivisten kwam voort uit hun idee dat de wetenschappelijke taal te verdelen is in twee soorten termen: observationele termen die direct de waarnemingen beschrijven en theoretische termen die gebruikt worden om gemakkelijker over fenomenen te kunnen spreken. Volgens de logisch-positivistische doctrine zijn deze theoretische termen echter slechts afkortingen van ingewikkelde combinaties van observationele termen. Een uitspraak over een elektron betekent dan niets anders dan een bepaalde set van waarnemingen, bijvoorbeeld met betrekking tot de wijzers van een meetapparaat. Omdat elke zin dus te reduceren valt tot een zin over waarneembare entiteiten, zegt de wetenschap niets over niet-waarneembare entiteiten en is er dus ook geen reden hierin te geloven.

#### Constructief empirisme
Het constructieve empirisme dat ontwikkeld werd door Van Fraassen onderscheidt zich slechts hierin van het realisme dat het claimt dat het niet gerechtvaardigd is om te geloven dat goede theorieën waar zijn, maar slechts dat zij empirisch adequaat zijn. Een theorie is empirisch adequaat als alle uitspraken over het waarneembare waar zijn. Het maakt dus niet uit of de uitspraken over het onwaarneembare waar zijn of niet. (Een ware theorie is dus noodzakelijkerwijs ook empirisch adequaat, maar een theorie kan empirisch adequaat zijn zonder waar te zijn.)
Geloven dat een theorie empirisch adequaat is, betekent overigens niet dat deze overeenstemt met alle waarnemingen; de theorie moet namelijk overeenstemmen met alle mogelijke waarnemingen.

### Argumenten voor realisme
In de loop van de tijd zijn er verschillende argumenten voor realisme ontwikkeld:

#### Verwerping van observationeel/niet-observationeel onderscheid
Het onderscheid tussen waarneembare en niet-waarneembare zaken ligt ten grondslag aan ten minste enkele vormen van antirealisme (de logisch-positivisische vorm en constructief empirisme) die de wetenschap wel geloven voor zover deze over waarneembare, maar niet voor zover deze over onwaarneembare entiteiten spreekt. Indien de realist dit onderscheid kan problematiseren, kan deze claimen dat de antirealist het geloof in de wetenschap op alles van toepassing moet verklaren.
In 1962 argumenteerde Grover Maxwell dat het onderscheid tussen waarneembare en niet-waarneembare entiteiten te vaag was om bruikbaar te zijn. Immers, stelde hij, waar moet de grens getrokken worden? Is iets waarneembaar als het met het blote oog is te zien? En als er een bril nodig is? Een vergrootglas? Een lichtmicroscoop? Een elektronenmicroscoop? Er lijkt geen duidelijke grens te zijn.
Hiertegen bracht Van Fraassen in dat een onderscheid dat vaag is nog niet onbruikbaar hoeft te zijn, als er maar duidelijke voorbeelden van elk van beide kanten zijn. En die zijn er volgens hem: Saturnus is duidelijk een waarneembare entiteit, elektronen niet. Andere wetenschapsfilosofen, zoals Alan Musgrave, hebben geargumenteerd dat Van Fraassen bij het maken van zijn punt in een cirkel terechtkomt.

#### Inferentie naar de beste verklaring
Een ander argument van wetenschappelijk realisten is dat zij niets anders doen dan gebruikmaken van een vorm van redeneren die iedereen constant toepast: Inference to the Best Explanation (conclusie op grond van de beste verklaring) of abductie. Een abductie gaat als volgt:
- Fenomeen F heeft plaatsgevonden.
- A is de beste verklaring voor F.
- Conclusie: A is vermoedelijk waar.

Wanneer er bijvoorbeeld is te zien dat er aan een stuk kaas is geknabbeld en dat er kleine keuteltjes op de vloer liggen (het fenomeen), dan is de beste verklaring dat er een muis bezig is geweest (de verklaring) en is de conclusie dat er een muis in huis woont (conclusie). Welnu, zegt de realist, op dezelfde manier zijn bijvoorbeeld elektronen de beste verklaring voor allerlei fenomenen, dus is het gerechtvaardigd te concluderen dat zij bestaan.
Antirealisten bestrijden meestal de geldigheid van abductie, ofwel in het geheel, ofwel waar het niet-observeerbare entiteiten betreft.

#### Het ultieme argument
In een poging het belachelijk te maken noemde Van Fraassen het ultieme argument voor het realisme het aantonen dat alleen realisme in staat is het succes van de wetenschap te begrijpen. De redenatie is als volgt: de wetenschappelijke theorieën zijn zeer succesvol wat betreft het doen van voorspellingen, ook op gebieden waar eerst nog geen waarnemingen waren gedaan. Stel dat deze theorieën niet waar zijn: dan is het wel heel bizar dat ze zo succesvol zijn. Maar stel dat ze wel waar zijn. Dan is het logisch en zelfs noodzakelijk dat ze zo succesvol zijn. Het succes van de wetenschap is dus heel goed te begrijpen voor een realist, terwijl het voor de antirealist een mysterie moet blijven.
Een kritiekpunt uit de koker van Larry Laudan is dat dit ultieme argument zelf een inferentie naar de beste verklaring is en dus niet losstaat van dit, eerder gegeven, argument. De antirealist die abductie verwerpt, is meteen van het ultieme argument af. Van Fraassen heeft geargumenteerd dat er ook een antirealistische, darwinistische verklaring van het succes van de wetenschap te geven valt.

### Argumenten tegen realisme
Er zijn ook allerlei argumenten tegen het realisme ingebracht. De volgende zijn erg invloedrijk geweest.

#### Onderdeterminatie
Gebaseerd op gedachten van Pierre Duhem en Willard Van Orman Quine beweren antirealisten vaak dat theorieën sterk zijn ondergedetermineerd door hun empirische consequenties. Dat wil zeggen dat heel veel verschillende theorieën dezelfde waarnemingen impliceren en dat dus niet door waarnemingen beslist kan worden welke van deze theorieën de ware is. Indien dit het geval is, zo redeneren de antirealisten, dan kan de realist nooit aannemelijk maken dat de aangehangen theorie de juiste is en niet een van de vele die dezelfde empirische consequenties hebben.
Realisten brengen hier meestal tegenin dat er ook niet-empirische criteria voor theoriekeuze bestaan, zoals simpliciteit en coherentie.

#### Pessimistische meta-inductie
Larry Laudan poneerde een argument dat inductief is op de geschiedenis van de wetenschappen. De meeste algemeen geaccepteerde wetenschappelijke theorieën uit het verleden, zo redeneerde hij, bleken bij nader inzien onjuist te zijn, dus ervan uit worden gegaan dat ook de meeste van de huidige theorieën onjuist zijn. Realisme is dan geen optie.
Sommige realisten bestrijden Laudans premisse of stellen dat slechts gedeelten van de theorieën – de meest speculatieve, minst geaccepteerde gedeelten – onjuist bleken te zijn. Of de realist wordt structuurrealist en claimt dat de causale structuren altijd wel behouden bleven.

## Realisme en idealisme
Realisme kan ook gebruikt worden voor het standpunt dat er een externe wereld bestaat die onafhankelijk is van de geest. Als zodanig staat het tegenover idealisme, de positie dat de hele wereld niets anders is dan ideeën in de geest (van de mens of van God) (Zie het realisme in verband met de universalia). Het middeleeuws realisme staat tegenover het nominalisme, maar op een andere manier. Ook het nominalisme zegt dat er een externe wereld bestaat en leert dat woorden slechts (soort)namen zijn voor concrete dingen. Daarentegen zegt het middeleeuws realisme dat de woorden (soortnamen, universalia) die gebruikt worden een zelfstandige realiteit, onafhankelijk van de concrete dingen, aanduiden.

## Moreel realisme
Moreel realisme is de claim dat sommige morele uitspraken waar zijn. Tegenstanders van moreel realisme vallen uiteen in twee groepen:
- zij die claimen dat aan morele uitspraken helemaal geen waarheidswaarde moet worden gegeven, bijvoorbeeld omdat het voorstellen zijn om op een bepaalde manier te handelen;
- zij die claimen dat morele uitspraken wel degelijk een waarheidswaarde hebben, maar dat alle morele uitspraken onwaar zijn.